# 岩村町本通り

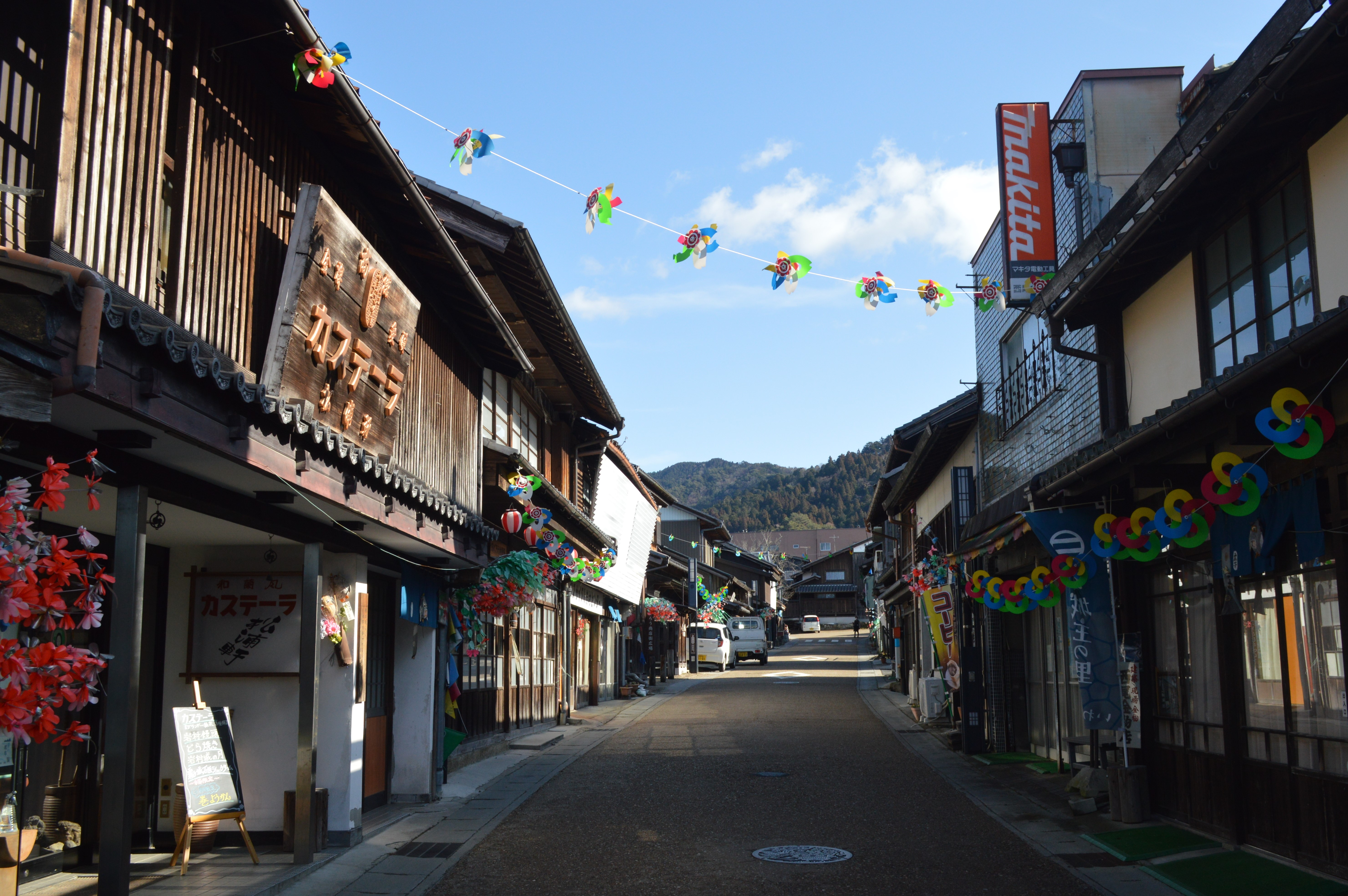
岩村町本通り、正面奥の桝形で道が屈折している

岩村町本通り（いわむらちょうほんどおり）は、岐阜県恵那市の岩村町の中心街にある町並み。1998年（平成10年）に重要伝統的建造物群保存地区に選定されている。

## 地理
安土桃山時代から江戸時代にかけて、岩村川南側に街並みが形成された。江戸時代には岩村藩三万石の城下町として繁栄した。面積は約14.6ha、東西延長約1.3kmの細長い地区である。

## 歴史

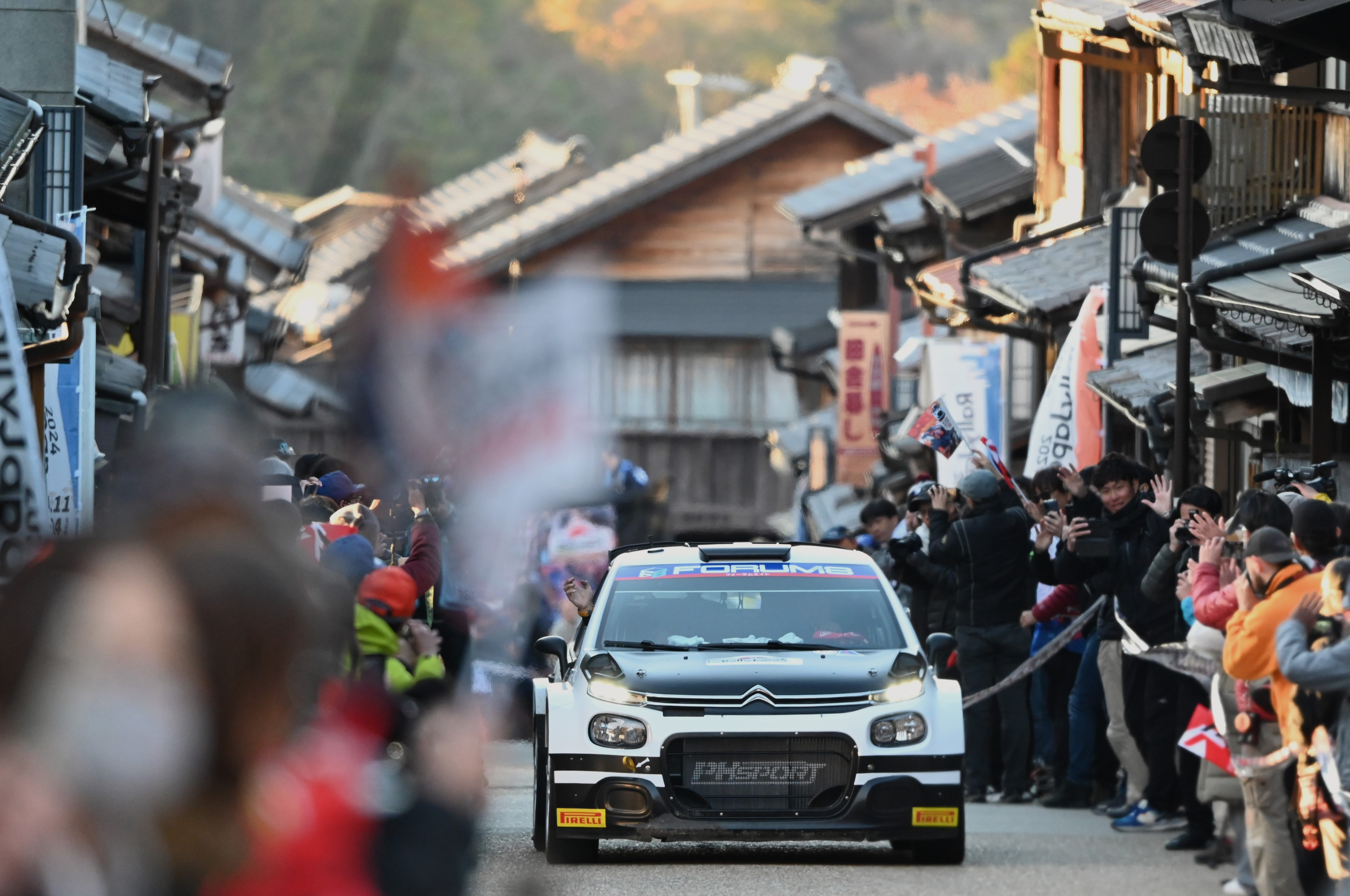
ラリージャパン2024のリエゾンの様子

- 1998年（平成10年）4月17日 - 「岩村町本通り」が重要伝統的建造物群保存地区に選定される。岐阜県3番目、全国48番目。
- 2003年（平成15年） - 「城址と古い町並み」が遊歩百選に選定される。
- 2018年（平成30年） - NHK「連続テレビ小説」半分、青い。のロケ地の一つとなる。
- 2022年（令和4年） - 世界ラリー選手権 (WRC) ラリージャパンのリエゾン（通過区間）として利用される。

## 特色
ほぼ中央にある桝形（下町升形）から東側は、旧城下町の商家町だった地区である。現在は江戸時代の建物はほとんど改造されているものの、もとは二階部分の低い「厨子二階」といわれる造りのものが多く、南北に長い敷地割り、切妻・平入りで、格子、出格子、桟瓦葺きが一般的であり、中にはなまこ壁であったり、武者窓が付いていたりするが、江戸時代初期から現在に至るまでの各時代の民家が軒を並べて混在している。
桝形から西側は、主に明治維新以降に形成された。家屋は二階を当初から居室とする軒が高い造りとなっている。

## 重要伝統的建造物群保存地区データ
- 地区名称：恵那市岩村町本町二丁目の全域、岩村町本町三丁目の全域、岩村町本町一丁目の一部、岩村町本町四丁目の一部、岩村町本町五丁目の一部、岩村町柳町の一部、岩村町西町二丁目の一部、岩村町朝日町の一部、岩村町新町一丁目の一部、岩村町新町二丁目の一部、岩村町西町一丁目の一部
- 種別：商家町
- 選定年月日：平成10年（1998年）4月17日
- 選定基準：伝統的建造物群が全体として意匠的に優秀なもの
- 面積：約14.6ha

## みどころ
- 土佐屋「工芸の館」 - 安永7年（1780年）建築。恵那市指定文化財。1999年（平成11年）オープン。
- 江戸城下町の館 勝川家（勝川家住宅） - 江戸時代後期の町屋建築。土蔵など5棟が恵那市指定文化財。
- 木村邸（木村家住宅） - 主屋は寛政年間（1789年～1801年）の町屋建築。主屋や書院など3棟が恵那市指定文化財。
- 浅見家住宅 - 主屋は江戸時代末期建築。主屋・本蔵・土蔵・長屋門の4棟が恵那市指定文化財。
- 岩村藩鉄砲鍛冶加納家 - 文化11年（1814年）建築。恵那市指定文化財。
- 柴田家（いわむら美術の館）
- 上町まちなか交流館
- 天正疎水
- 松浦軒本店 - 寛政8年（1796年）創業のカステラ製造販売店。
- 松浦軒本舗 - 1882年（明治15年）創業のカステラ製造販売店。
- かんからや - こし餡・きな粉・ゴマの餅の製造販売店。
- 岩村醸造 - 1787年（天明7年）創業の酒造メーカー。

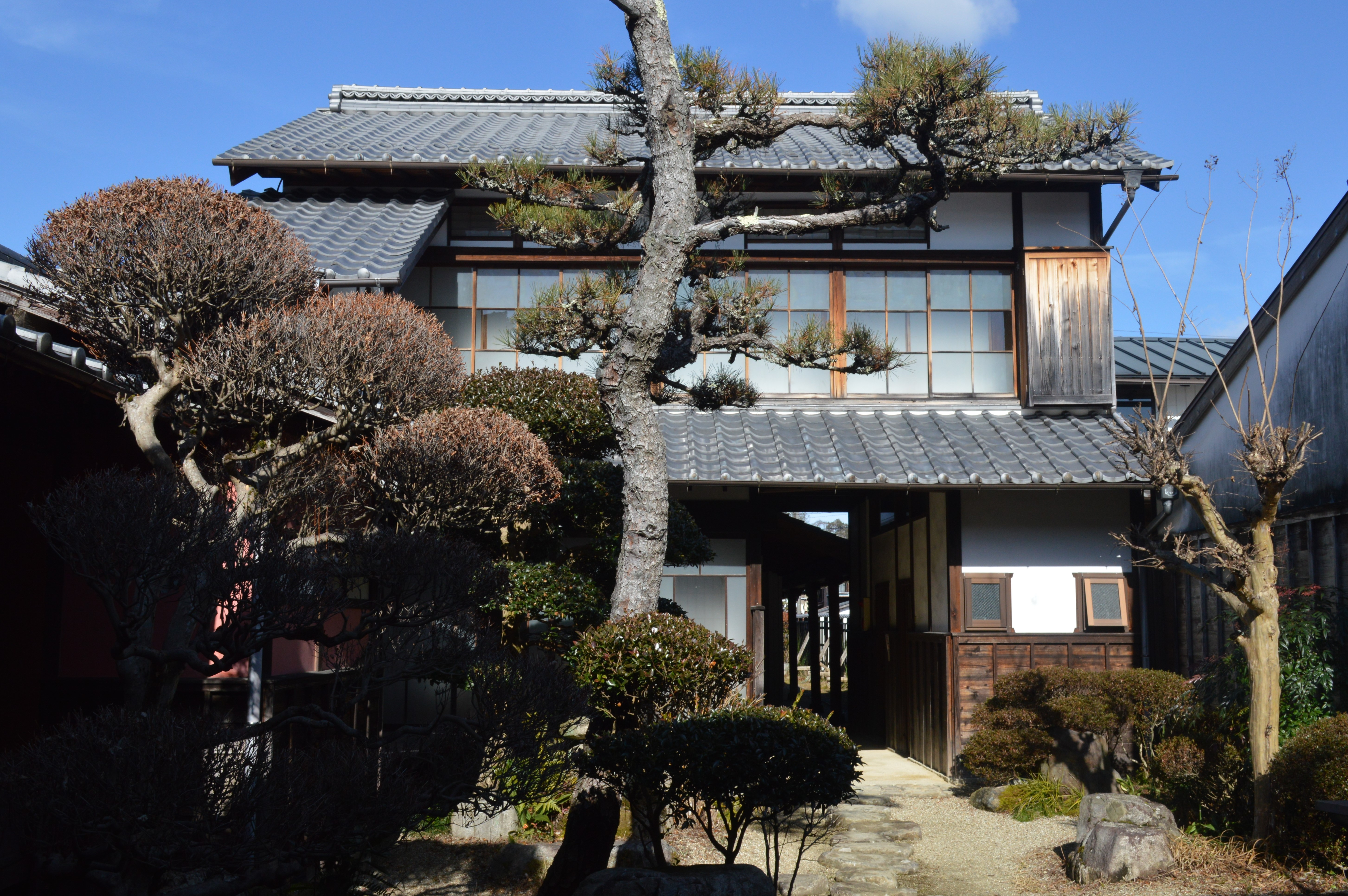
土佐屋「工芸の館」
江戸城下町の館 勝川家（勝川家住宅）
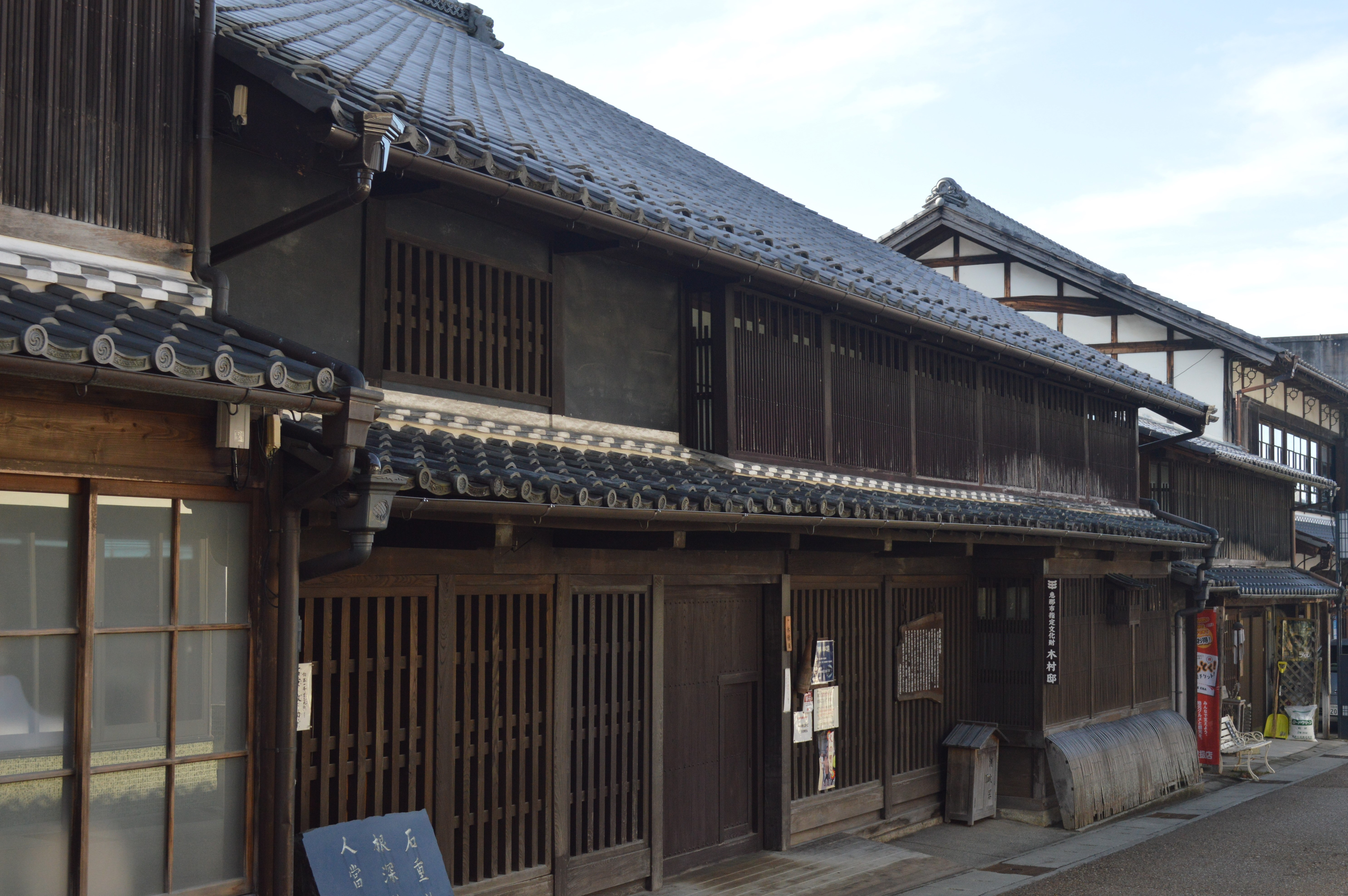
木村邸
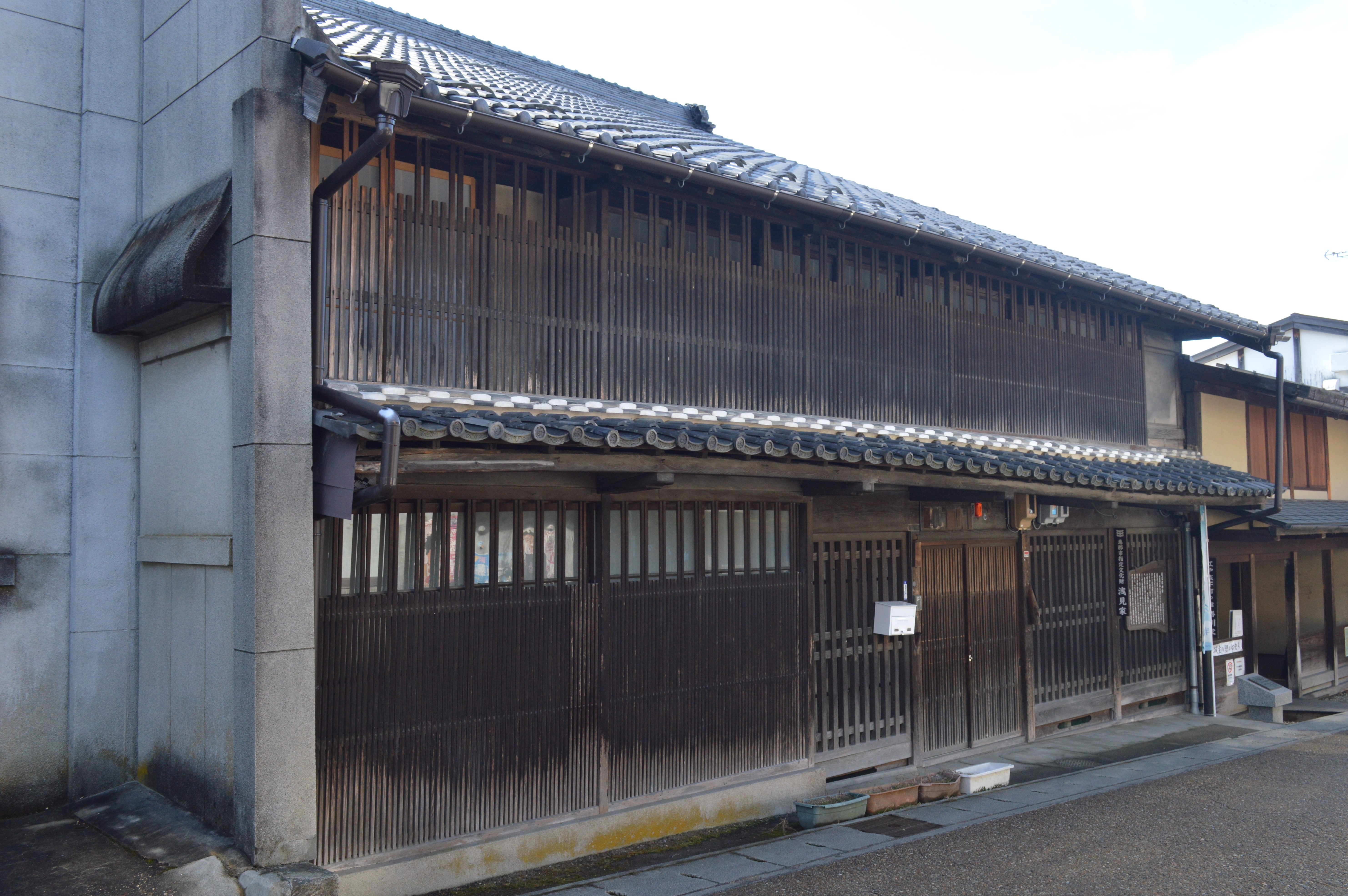
浅見家住宅
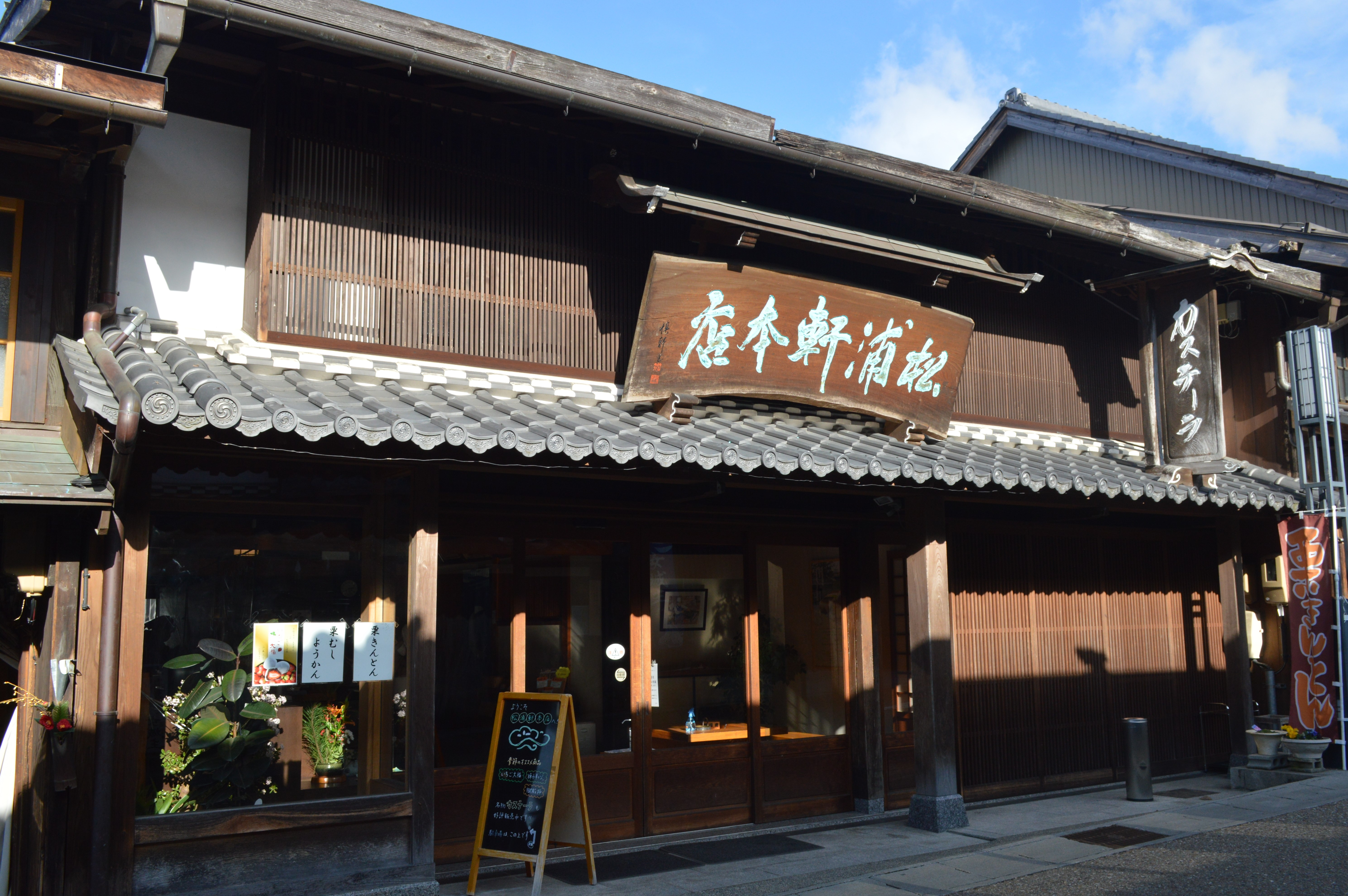
松浦軒本店
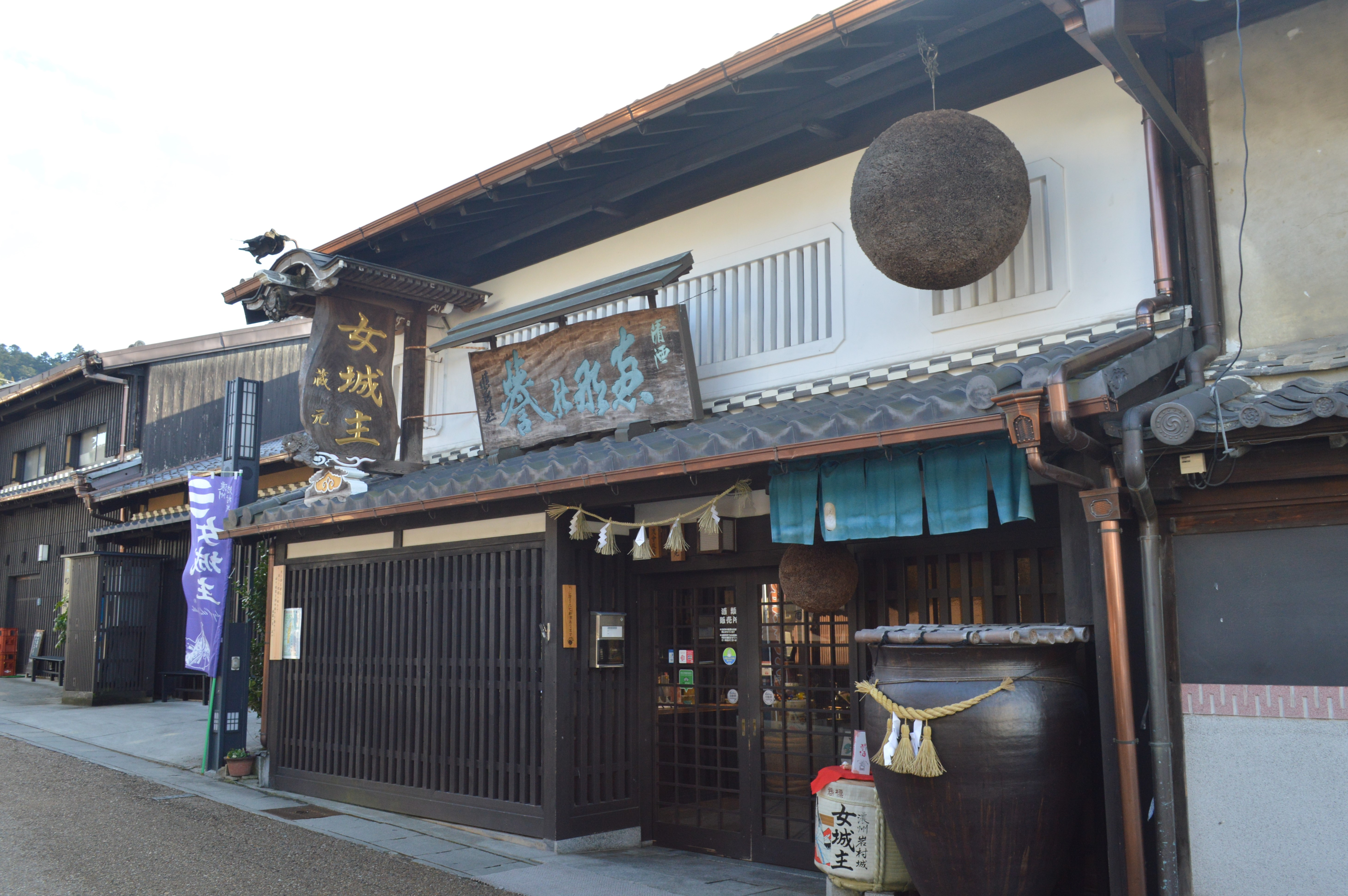
岩村醸造

## アクセス
- 中央自動車道恵那インターチェンジから国道257号線で南へ約20分
- 明知鉄道岩村駅から徒歩10分